# 宇宙时空之旅
《宇宙大探索》（英语：Cosmos: A Spacetime Odyssey），是一部2014年推出的美国科学纪录片，由美國福斯廣播公司及國家地理頻道製作。它是1980年由卡爾·薩根主持的科学纪录片《宇宙：個人遊記》（英语：Cosmos: A Personal Voyage，又譯《卡尔·萨根的宇宙》）的续集。本系列的续篇——《宇宙时空之旅：未知世界》于2020年在國家地理頻道播出。
此系列開創科學紀錄片的里程碑。節目由著名天文物理學家奈尔·德葛拉司·泰森（Neil deGrasse Tyson）主持，透過嘆為觀止的電腦特效及有趣動畫，深入淺出地展現宇宙概述、人類歷史上對宇宙的認識，以及種種令人難以置信的天文現象。涉獵題材廣泛，從天文學知識到生命起源、氣候變化、科學精神都一一探討，足以改變人生觀，讓人在抬頭仰望星空時，少一點迷信和無知，多一份好奇與關愛。

## 每集內容
以下採用國家地理頻道2014年於台灣播放時所使用的標題與各集順序。台灣再度重播時更推出「配音版」，稱為《宇宙大探索：中文版》（僅限國家地理頻道）。
1. 佇立銀河（Standing Up In The Milky Way）
2. 生命河流（The Rivers of Life）
3. 識者無懼（When Knowledge Conquered Fear）
4. 光線之謎（Hiding In The Light）
5. 天空幻影（A Sky Full of Ghosts）
6. 生命深處（Deeper）
7. 無塵空間（The Clean Room）
8. 太陽姊妹（Sisters of the Sun）
9. 電學大師（The Electric Boy）
10. 地球失落的世界（The Lost Worlds of Planet Earth）
11. 不朽生命（The Immortals）
12. 未來願景（The World Set Free）
13. 無懼黑暗（Unafraid of the Dark）